# Västeråkers kyrka
Västeråkers kyrka är en kyrkobyggnad i  Uppsala stift. Kyrkan hör till Västeråkers församling i Balingsta pastorat. På en höjd norr om kyrkan står klockstapeln från 1766. Utanför kyrkogårdsmuren står två runstenar. På höger sida står U 846 som tidigare har legat som tröskelsten utanför vapenhuset. Bredvid på vänster sida står U 847 som tidigare varit tröskelsten mellan vapenhuset och kyrkan.

## Kyrkobyggnaden
Nuvarande kyrkobyggnad är uppförd av gråsten och tegel och består av ett rektangulärt långhus, ett smalare, rakt avslutat kor, ett vapenhus i söder samt en sakristia på korets norra sida. Byggnaden karaktäriseras av strävpelarna i hörnen och på långhusets långsidor, de vitputsade fasaderna och de branta, spånklädda sadeltaken.
Ärkebiskopsvisitationer 1302 och 1316 tyder på att det funnits en tidigare kyrka i Västeråker. I nuvarande kyrka finns en stenplatta som talar om att den uppfördes 1331 av fru Ramborg på Vik vars murade gravnisch finns i den norra korväggen. Kyrkan är i detta avseende unik eftersom det inte finns någon annan medeltida kyrka i Skandinavien som själv upplyser om byggår, byggherre, invigning m.m. Ett medeltida masverksfönster, numera igenmurat, finns bevarat i koret. Ribbvalven i långhus och kor är ursprungliga och saknar invändiga pelarstöd. 
Vapenhuset kan ha uppförts samtidigt med kyrkan eller senare under medeltiden. Vapenhusvalvet är sekundärt och slogs under 1400-talet, tidigare fanns där ett treklöverformat tunnvalv av trä. 1829 fick fönstren sin nuvarande form. Medeltida kalkmålningar tillkom dels omkring 1330 och dels omkring 1500. Dessa överkalkades 1634 men togs fram igen 1870 och fylldes i med klara färger. Vid de ställen målningarna var svårtolkade lade konservatorn till egna motiv. Så har skett i nischen ovanför fru Ramborgs gravhäll där konservatorn har målat sörjande änglar. 
År 1914 - 1916 genomfördes en större restaurering under ledning av Jon Sigurd Curman, bland annat revs orgelläktaren och kyrkorummet fick en mer ursprunglig karaktär. Kyrkorummet har knappt förändrats sedan dess.

## Inventarier
- En dopfuntsfot finns bevarad från 1200-talets senare del eller 1300-talets förra del.
- Predikstol och dopfunt är utförda i renässansstil 1659 respektive 1661.
- Nuvarande altaruppsats är från 1870-talet och består av ett krucifix från senmedeltiden som är köpt från Knivsta gamla kyrka, samt två altarskåpsdörrar som tillhört ett altarskåp från 1480-talet i Tensta kyrka.

## Galleri

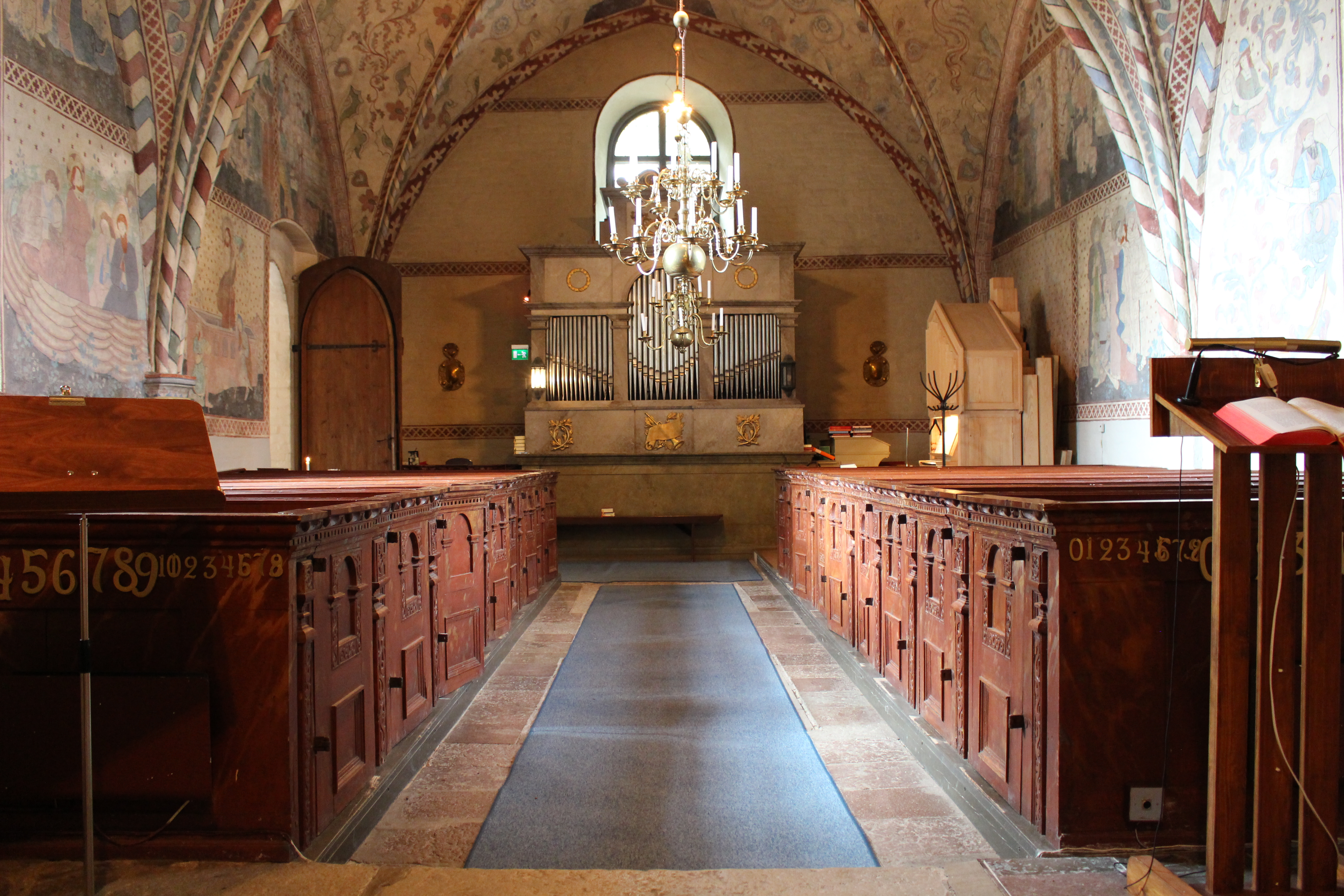
Kyrkorum mot väster
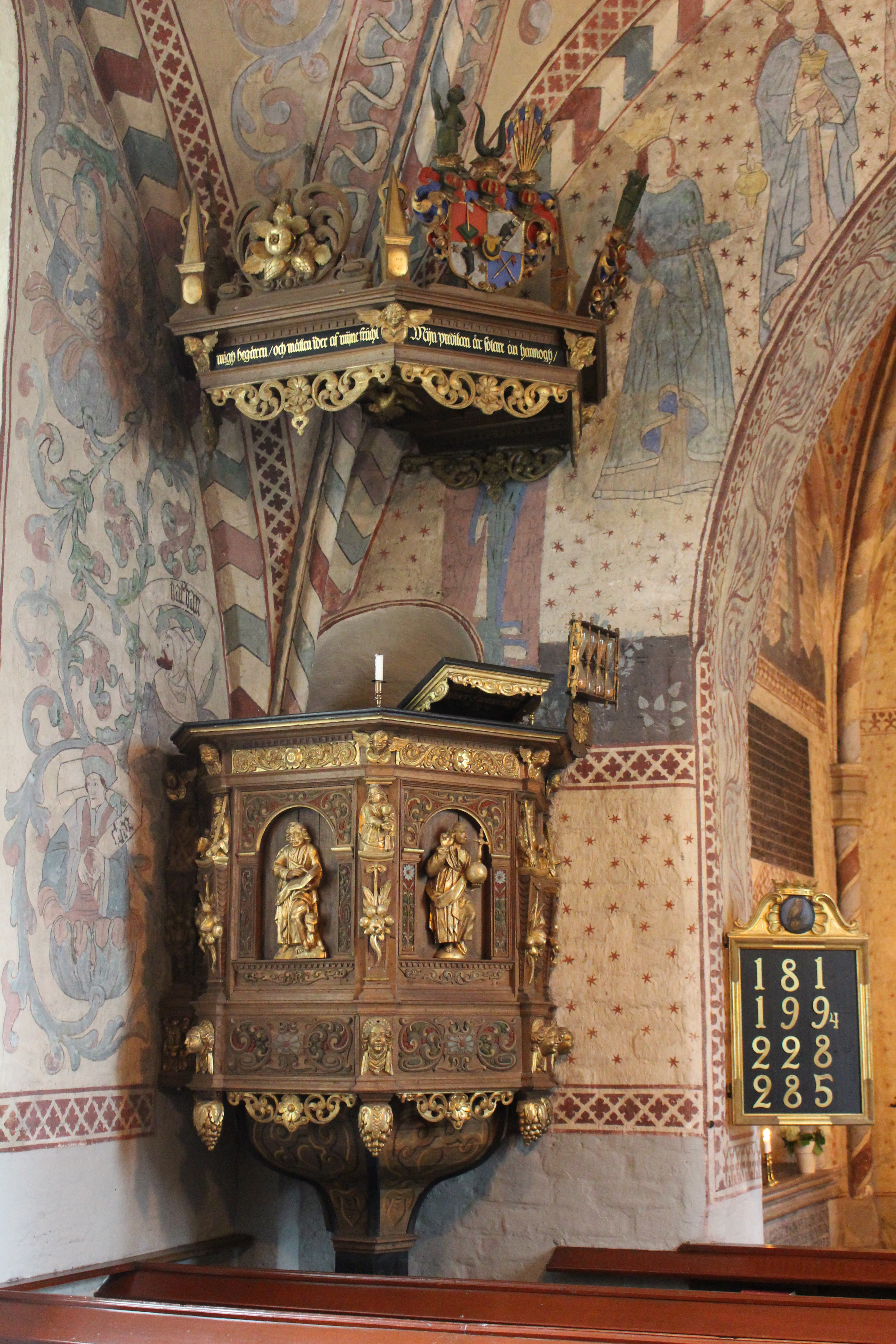
Predikstol
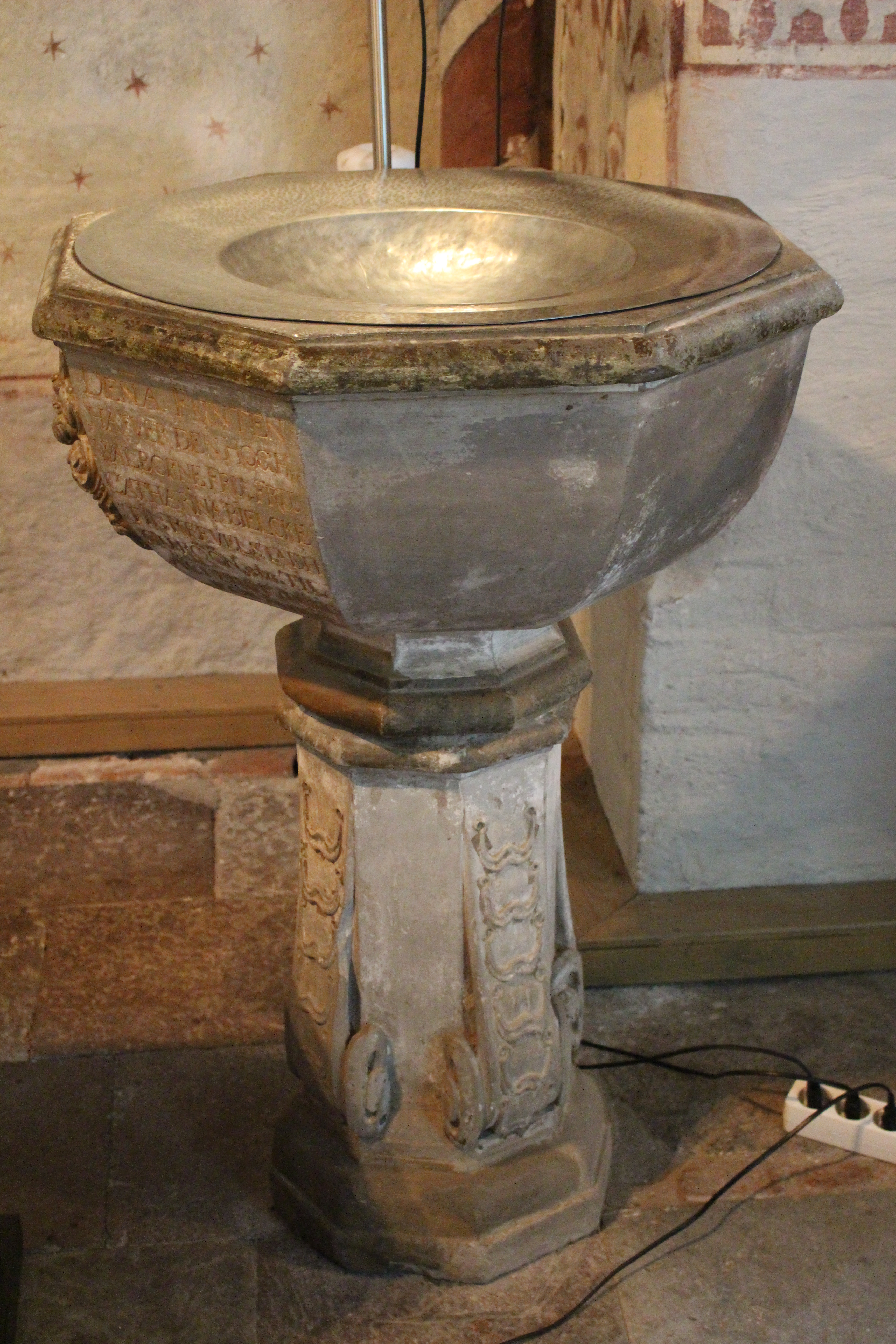
Dopfunt
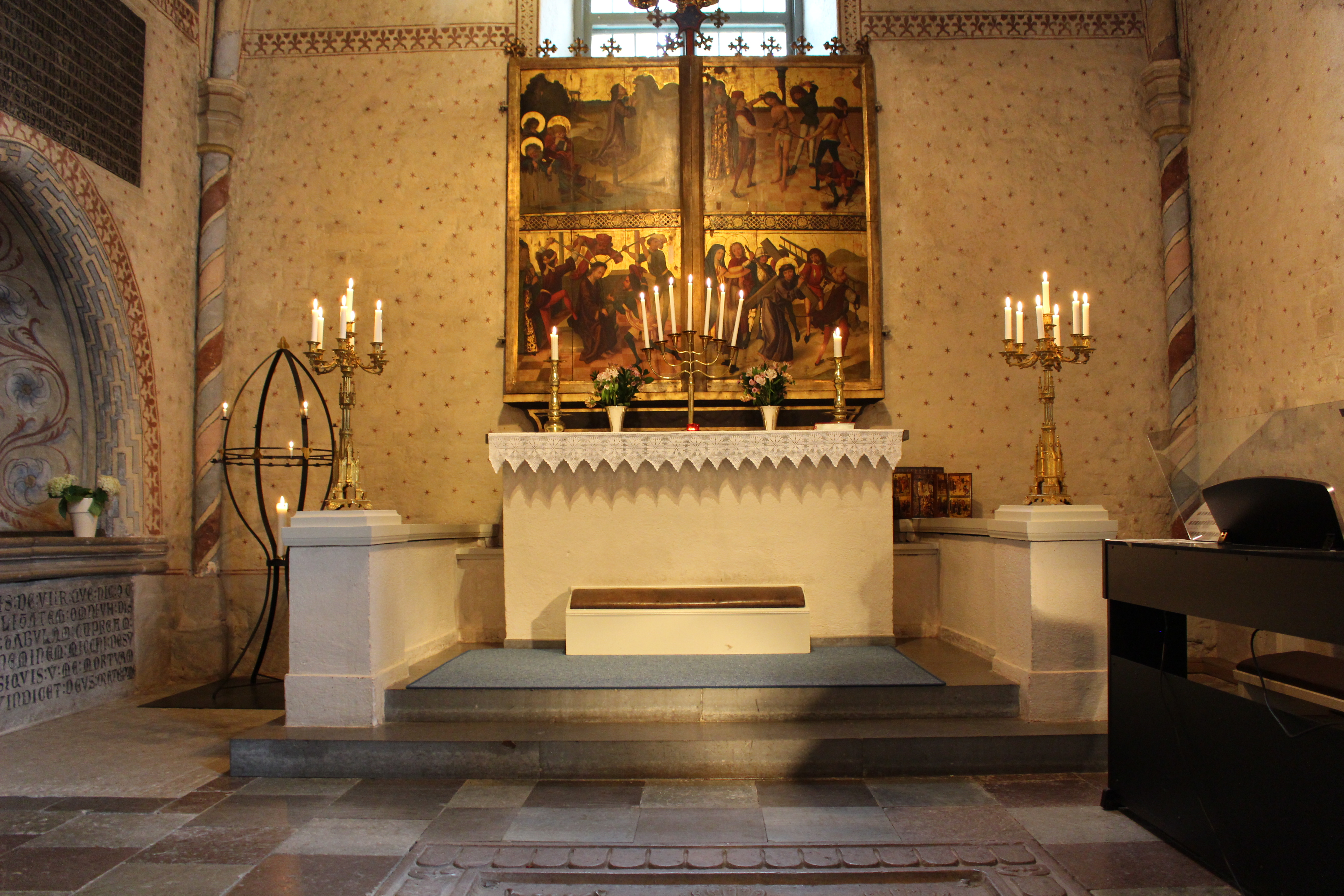
Altare
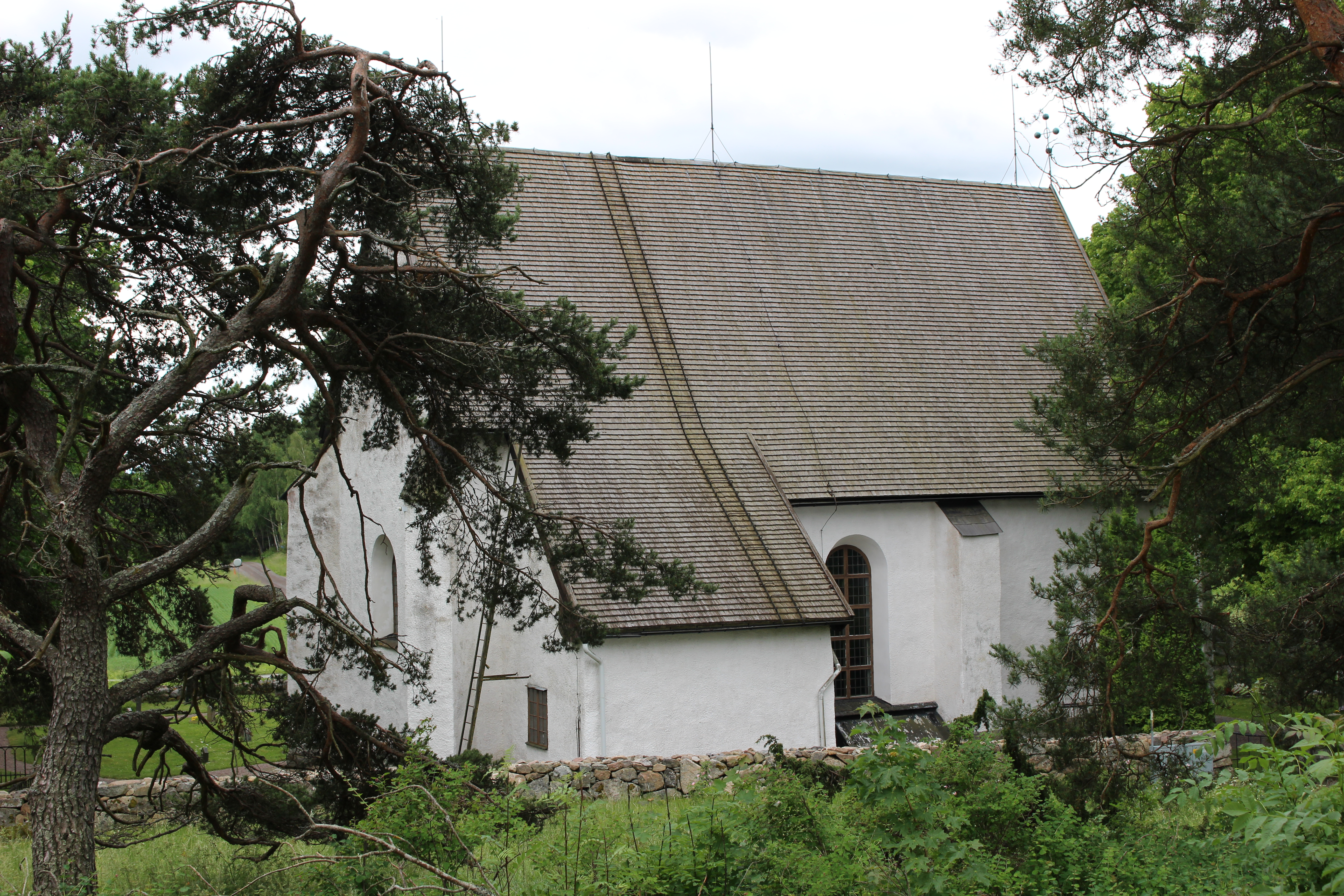
Kyrkan från norr
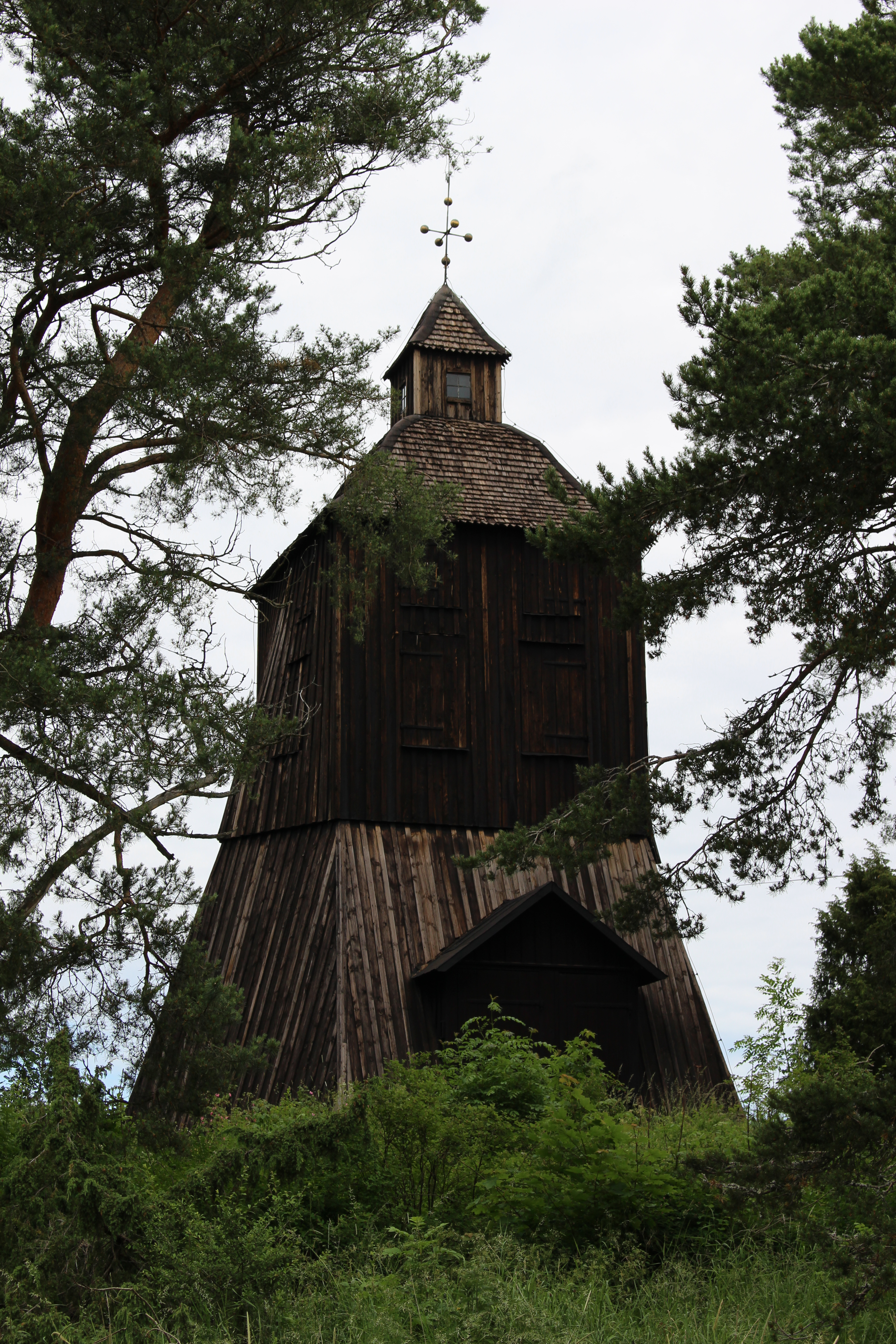
Klockstapeln
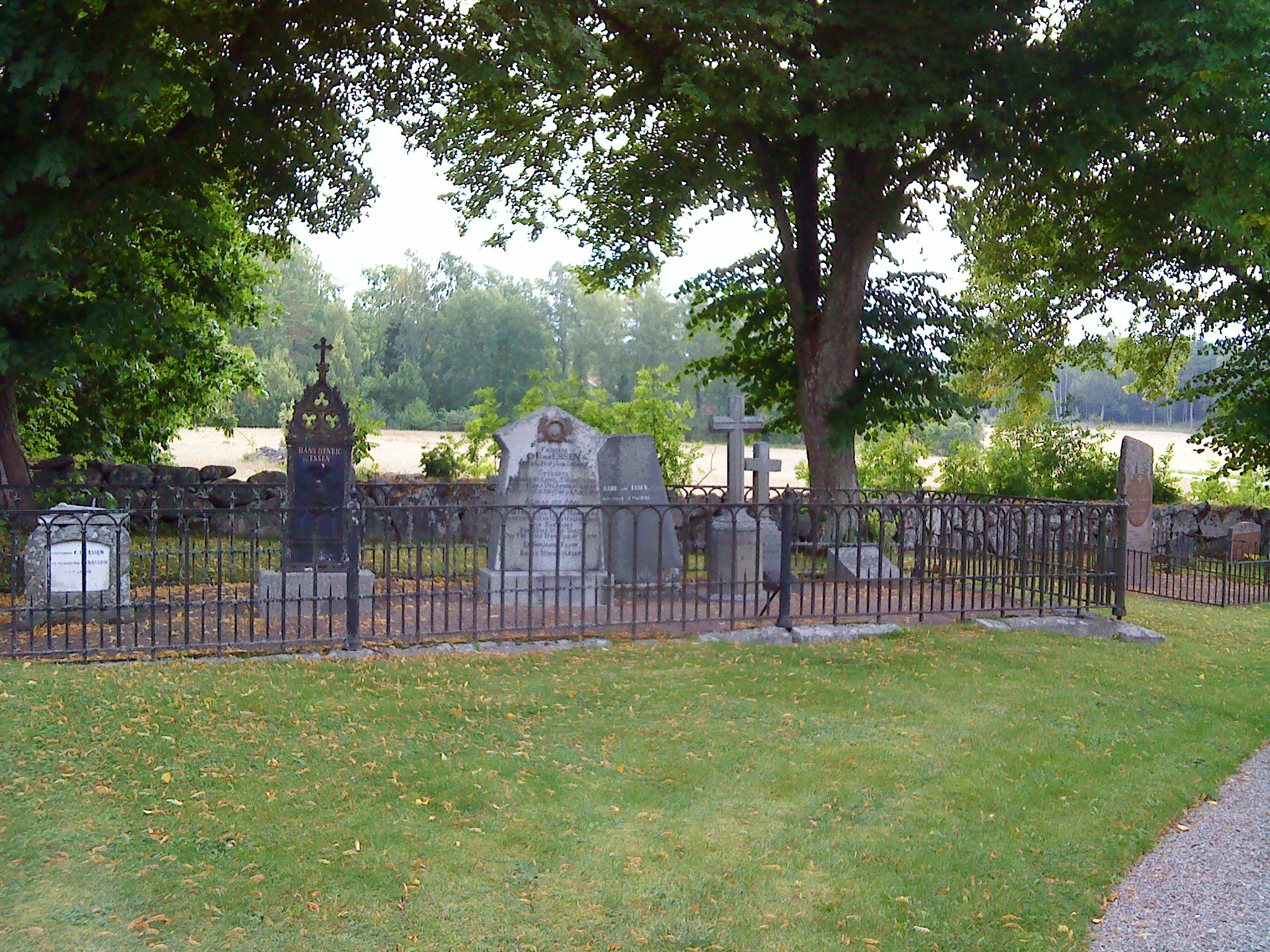
Familjen von Essens familjegrav
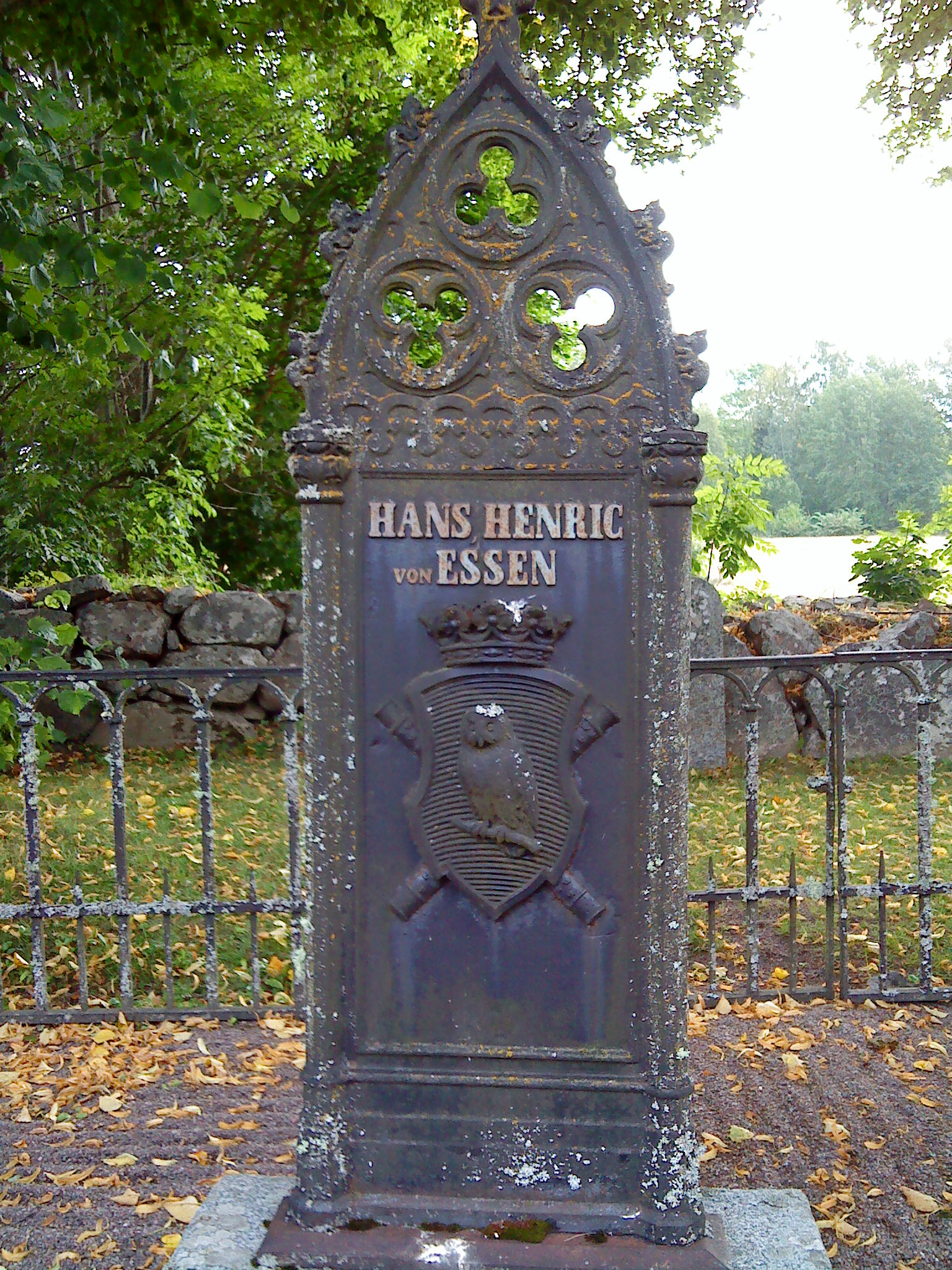
Hans Henrik von Essens gravmonument
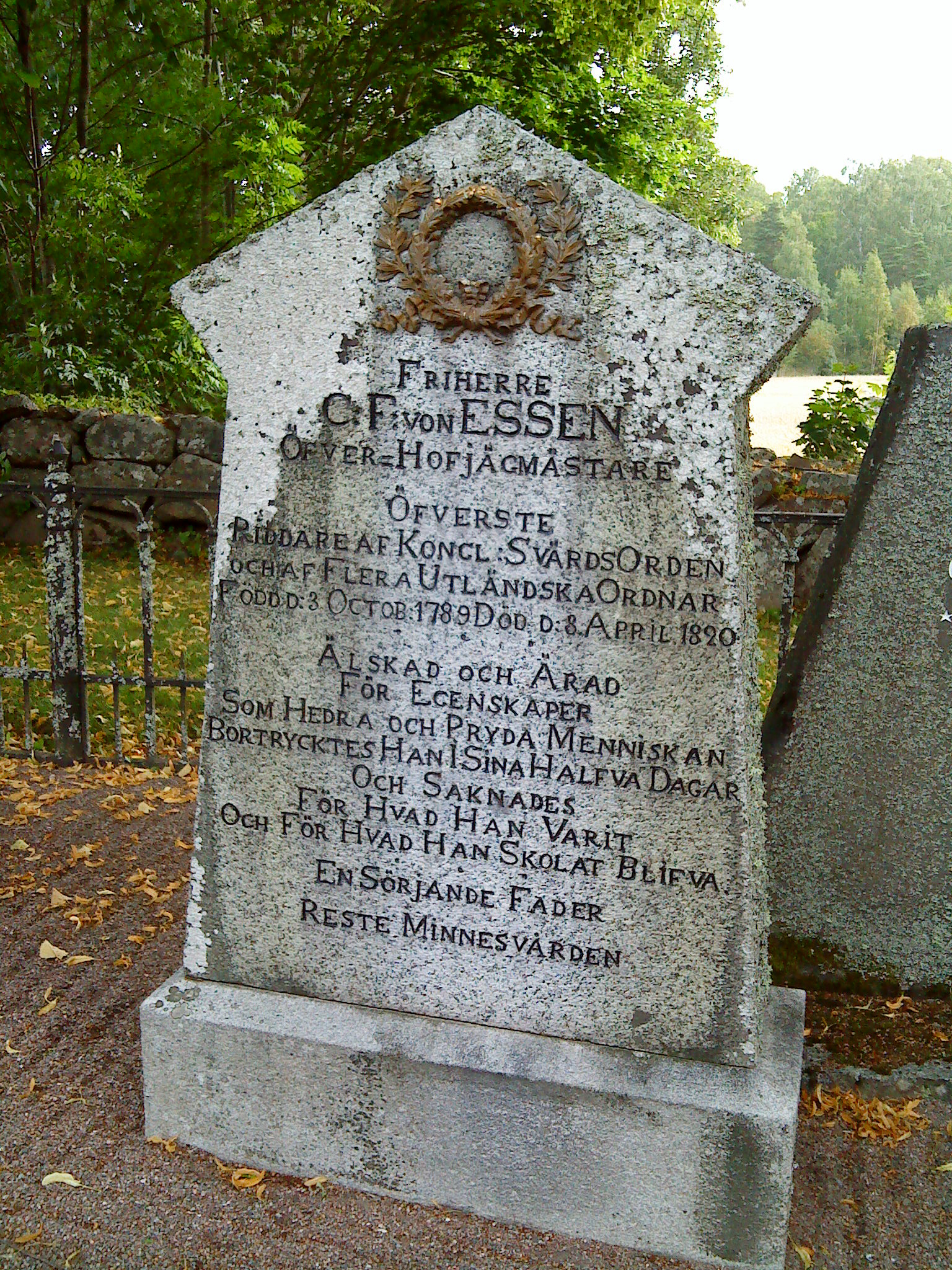
C.F Von Essens gravsten